# Der Schmied von Gent

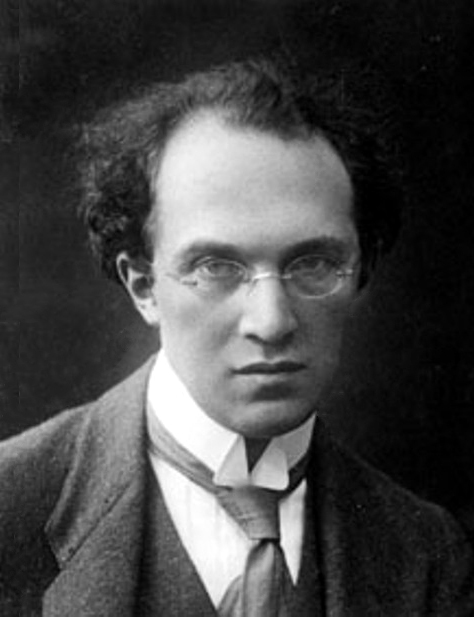
Franz Schreker 1912

Der Schmied von Gent är en "stor sagoopera" (Große Zauberoper) i tre akter med musik och libretto av Franz Schreker. Texten bygger på Charles de Costers saga Smetse Smee från sagosamlingen Légendes flamandes (1858). 

## Historia
Der Schmied von Gent blev Schrekers sista opera. Efter det svala mottagandet av operan Der singende Teufel 1928 och den aldrig uppförda experimentella operan Christophorus 1929 beslöt han sig för att komponera "ett primitivt, naivt teaterstycke, en opera för alla". Texten skrev han själv och komponerandet var klart 1931. Premiären skedde den 29 oktober 1932 på Deutsche Oper Berlin. Trots det folkliga temat i operan stördes framförandet av antisemitiska bråkmakare. Operachefen Carl Ebert fick personligen avlägsna ett dussintal av dem. Operan kunde endast framföras fem gånger trots att den mottogs bra av såväl publik som kritiker.

## Handling
En smart smed ingår en pakt med djävulen men undgår helvetets lågor med hjälp av den helige Josef. Efter att ha öppnat en taverna utanför himlaporten släpps han slutligen in i himlen.